# 謎 (曲)
「謎」（なぞ）は、日本のシンガーソングライター・小松未歩の1作目のシングル。

## 背景
小松未歩のメジャーデビューシングルであり、表題曲はテレビアニメ『名探偵コナン』のオープニングテーマに起用された。1997年4月7日から1998年3月23日まで計44話、約1年間使用され、2015年8月22日・8月29日の本放送時間帯の再放送（第81話・第82話）では、デジタルリマスター版がオンエアされた。なお、当アニメとしては初のビーイング所属アーティストによるオープニングテーマとなったが、エンディングテーマを含めると宇徳敬子の「光と影のロマン」が先行して起用されている。

## 制作
デモ段階での仮タイトルは「夕映え」であったが、『名探偵コナン』のオープニングテーマとしてプレゼンするに際に歌詞にアニメの内容を意識した「謎」というワードを入れ、タイトルも「謎」としたことがGIZA制作チーフディレクターの寺尾広が公表している。

## 記録
オリコンチャート初登場11位、最高位9位を獲得。メジャーデビュー曲にして初のトップ10入りを果たし、シングルとしては自身最大の売り上げを記録を達成した。
日本レコード協会からゴールドディスク認定されており、今作及び1stアルバム『謎』で、第12回日本ゴールドディスク大賞「ベスト・ニュー・アーティスト・オブ・ザ・イヤー」を受賞している。

## 収録曲
| 全作詞・作曲: 小松未歩、全編曲: 古井弘人。 |                                      |          |            |      |
| #                                          | タイトル                             | 作詞     | 作曲・編曲 | 時間 |
| 1.                                         | 「謎」                               | 小松未歩 | 小松未歩   | 4:38 |
| 2.                                         | 「言葉にできない」                   | 小松未歩 | 小松未歩   | 3:59 |
| 3.                                         | 「謎」(Original Karaoke)             | 小松未歩 | 小松未歩   | 4:38 |
| 4.                                         | 「言葉にできない」(Original Karaoke) | 小松未歩 | 小松未歩   | 3:56 |
| 合計時間:                                  | 合計時間:                            | 17:11    |            |      |

## タイアップ
- 日本テレビ系列アニメ『名探偵コナン』第3オープニングテーマ (#1)

## 収録アルバム
- 謎 (#1)
- WONDERFUL WORLD 〜SINGLE REMIXES & MORE〜 (#1 HIROSHI's secret of life mix)
- 小松未歩ベスト〜once more〜 (#1)
- COUNTDOWN BEING (#1)
- BEST HIT BEING (#1)

## カバー

### 『名探偵コナン』オープニング

#### La PomPonのカバー版
2015年9月5日から同年12月12日放送の『名探偵コナン』第790話から第803話までのオープニングテーマとして、La PomPonによる「謎」のカバー・バージョンが使用された。La PomPonのバージョンは、同年9月16日に「ヤダ!嫌だ!ヤダ! 〜Sweet Teens ver.〜」との両A面シングル「謎/ヤダ!嫌だ!ヤダ! 〜Sweet Teens ver.〜」として発売された。2018年1月24日発売のベスト・アルバム『BEST OF La PomPon』にも収録されている。
センターおよびメインボーカルはYUKINOとKIRIによる。
なお、La PomPonは「謎」の次のオープニングテーマであったZARDの「運命のルーレット廻して」もカバーしており、これは2016年1月9日から同年3月12日放送の第804話から第812話で、エンディングテーマとして使用されている。

#### 国外版
『名探偵コナン』の北米版『Case Closed』ではステファニー・ナドルニーによる英語バージョン、韓国版ではJEWELRYによる韓国語バージョン「謎 -PUZZLE- [Korean TV Version]」がオープニングテーマとして使用されている。

### その他のカバー
コンサートでの歌唱や動画共有サービスへの投稿のみのものは割愛。
| アーティスト             | 収録先                                                                       | 備考                                                                                |
| ------------------------ | ---------------------------------------------------------------------------- | ----------------------------------------------------------------------------------- |
| 愛内里菜&三枝夕夏        | 100もの扉                                                                    | タイトルは「謎 -rearrange version-」。                                              |
| MAKI                     | Exit Trance PRESENTS SPEED アニメトランス BEST 3                             |                                                                                     |
| 巽悠衣子                 | 新・百歌声爛 -女性声優編II-                                                  | 「謎」を含むアニメソング10曲をメドレー形式でカバー。                                |
| コロムビア・オーケストラ | 2016 アニメ＆キッズ・ヒット・マーチ 〜動物戦隊ジュウオウジャー／サザエさん〜 | タイトルは「謎 〈名探偵コナン〉」。運動会用のインストゥルメンタル。並足・駆足兼用。 |